# 紅統
紅統（羅馬化：Ang Thong，發音：[ʔàːŋ tʰɔ̄ːŋ]）是泰國中部紅統府的首府所在地，位於昭拍耶河沿岸。紅統涵蓋 Talat Luang 和 Bang Kaeo 兩個區的整個區域，以及 Sala Daeng, Ban Hae, Ban It, Pho Sa 和 Yansue 五個區的部分區域，2006年人口為13,738人。